# Amt Bönningstedt

Lage des ehem. Amtes Bönningstedt im Kreis Pinneberg

Das Amt Bönningstedt mit Sitz in Bönningstedt war bis zum 1. Januar 2007 ein Amt in Schleswig-Holstein, in dem die drei Gemeinden Bönningstedt, Ellerbek und Hasloh zur Erledigung ihrer Verwaltungsgeschäfte zusammengeschlossen worden waren.
Das Amt lag im Osten des Kreises Pinneberg in Schleswig-Holstein (Deutschland) und grenzte im Norden an die Stadt Quickborn, im Westen an das ehemalige Amt Pinneberg-Land und an Rellingen, im Süden an Hamburg und im Osten an Norderstedt im Kreis Segeberg.
Amt 1. Januar 2007 fusionierte das Amt Bönningstedt mit dem Amt Pinneberg-Land zum Amt Pinnau.